# Szűcs Márta
| Szűcs Márta                               | Szűcs Márta                               |
| Kattints az alábbi külső linkek egyikére! | Kattints az alábbi külső linkek egyikére! |
| ----------------------------------------- | ----------------------------------------- |
| Nem található szabad kép.(?)              |                                           |
| külső link · jogvédett                    | Szűcs Márta napjainkban (Facebook)        |

Szűcs Márta (Kiszombor, 1952. szeptember 7. – 2025. április 23.) Liszt Ferenc-díjas magyar opera-énekesnő (drámai koloratúrszoprán), a Magyar Köztársasági Arany Érdemkereszt (2006) tulajdonosa.

## Életpályája
1981-ben diplomázott a Zeneakadémia Opera tanszakán, Révhegyi Olga növendékeként. Közvetlenül diplomaszerzése után a Magyar Állami Operaházhoz szerződött. Giuseppe Verdi Rigolettójának Gilda szerepével debütált. 1983-ban a Brüsszeli Belcanto Énekversenyen a legjobb női alakítás díját nyerte Donizetti Lammermoori Luciájával. 
1984-ben Edinburgh-ban, Glasgow-ban, Liverpoolban és Newcastle-ban Gilda szerepét énekelte nagy sikerrel. Ugyanezen évben Lorin Maazel szerződtette a Bécsi Állami Operába, Verdi: La Traviata címszerepére. Következtek Hamburg, Berlin, Monte Carlo, Nizza, Las Palmas, Liége, Barcelona, München és St. Gallen operaszínpadai. Szűcs Márta olyan világsztárokkal énekelt együtt, mint Renato Bruson, Piero Cappuccilli, Sherill Milnes, Jevgenyij Nyesztyerenko, Jennifer Larmoore vagy Peter Dvorsky. Többek között Lamberto Gardelli, Giuseppe Patané, Rico Saccani, Leif Sägerstam, Ferencsik János és Erdélyi Miklós karmesterekkel dolgozott együtt.
1996-ban néhány kollégájával együtt létrehozta az Opera Historica Alapítványt a méltánytalanul mellőzött belcanto operák bemutatására – kezdő és pályájuk csúcsán lévő énekesek, karmesterek lehetőségeinek bővítésére.
Művészi kvalitásait a fotózás világában is kipróbálta. 2024-ben kiállítása nyílt a Hegyvidéki Kulturális Szalonban és a Klauzál Házban. 

## Főbb szerepei
- Giuseppe Verdi: Rigoletto – Gilda
- Verdi: Traviata – Violetta
- Gaetano Donizetti: Boleyn Anna – Boleyn Anna
- Vincenzo Bellini: Rómeó és Júlia – Júlia
- Verdi: A lombardok – Giselda
- Gioachino Rossini: Mózes – Anaide
- Donizetti: Lammermoori Lucia – Lucia
- Erkel Ferenc: Bánk Bán – Melinda
- Donizetti: Devereux Róbert – Erzsébet királynő
- Bellini: A puritánok – Elvira
- Charles Gounod: A galamb – Sylvie
- Wolfgang Amadeus Mozart: Az álruhás kertészlány – Violenta Onesti
- Gounod: Rómeó és Júlia – Júlia

## Filmjei
- Lehár: Tavasz (1982, Zenés TV Színház, rendező: Félix László)
- Mozart: Mirandolina (1983, Zenés TV Színház, rendező: Félix László)
- Verdi: Rigoletto (1987, Zenés TV Színház, rendező: Horváth Ádám)
- Gounod: A galamb (1989, Zenés TV Színház, rendező: Hajdú György)
- Rossini: Mózes (1992, rendező: Kerényi Miklós Gábor)
- Erkel: Bánk bán (1994, rendező: Kerényi Imre)

## Díjai, kitüntetései
- Székely Mihály-emlékplakett (1987)
- Liszt Ferenc-díj (1988)
- Bartók-Pásztory-díj (1988)
- Magyar Arany Érdemkereszt (2006)
- Ágai Karola-érem (2014)